# Lausenbach (Eger)
Der Lausenbach ist ein linker Zufluss der Eger im Fichtelgebirge (Nordostbayern). Er hat seinen Ursprung in der Häuselloh östlich der Stadt Selb im Landkreis Wunsiedel im Fichtelgebirge, speist den Wunsiedler Weiher und mündet östlich von Hendelhammer in den Fluss Eger. Der Name wird gedeutet als luz = „Lauer, Versteck“.

## Karten
Topografische Karte des Bayerischen Landesvermessungsamtes 1:25.000 Nr. 5838 und 5839/40 